# AS Pizzighettone
AS Pizzighettone is een Italiaanse voetbalclub uit Pizzighettone die speelt in de Serie C2/A. De club werd opgericht in 1919.

## Bekende (ex-)spelers
- Sergio Porrini
- Chedric Seedorf (2006-2007)